# 진승·오광의 난
진승·오광의 난(陳勝吳廣-亂), 또는 대택향기의(大澤鄕起義)는 진나라 말기의 농민 반란이다. 이 농민 반란은 진나라 멸망의 계기가 된다.

## 배경
진에 대한 반항과 그 관련 항거 운동의 도화선에 불을 당긴 것은 진승(陳勝)과 오광(吳廣)이라는 두 농민이었다. 그들은 모두 허난성(河南省) 출신인데, 특히 진승은 집안이 가난하여 고용살이를 하며 남의 땅을 경작하고 있었다. 이것은 당시 이미 농민 사이에 토지를 잃은 사람과 대토지 소유자와의 계층분화(階層分化)가 진행되어 있었음을 말해주고 있다.
이 진승 등이 봉기한 것은 병사로서 징발되어 북변(北邊)을 수비하러 가는 도중의 일이었다. 2세 황제 호해(胡亥)의 원년(기원전 209) 7월, 진승과 오광 등 900여 명의 농민이 북변의 어양(漁陽)을 향하고 있었다. 대택향(大澤鄕)까지 가자, 우연히 큰비가 내려 도로가 불통이 되고 기일까지 목적지에 도착할 수 없게 되었다. 진나라의 법률에서는 기일까지 가지 못했을 경우에는 이유 여하를 불문하고 참죄(斬罪)를 당하게 되어 있었다. 그때 진승과 오광은 모의를 하여, “어차피 죽임을 당할 바에는 나라를 세우고 죽자.”, “왕후장상에 씨가 따로 있나”는 명분으로 봉기할 것을 결의했다.

## 경과

### 장초 건국
두 사람은 인솔자인 진나라 대장을 죽이고 겁을 먹은 농민들에게 왕후장상(王侯將相)이 어찌 씨가 있을 것이냐고 말하여 고무했다. 무리들은 모두 진승에게 호응했다. 반란군은 나라 이름을 대초(大楚)라 하였으며 항연과 부소를 사칭하여 민중들의 마음을 얻었다. 단을 쌓고 맹세하고 장위들의 머리로 제사를 지냈으며, 진승은 장군을 일컫고 오광은 도위가 되었다. 대택향을 공격한 후 기(蘄)를 함락했으며, 부리 사람 갈영에게 기의 동쪽 지역을 평정하게 하고 자신은 질(銍), 찬(酇), 고(苦), 자(柘), 초(譙)를 함락했다. 진(陳)에 이르렀을 때에는 무리가 불어나 병거가 6~7백 승, 기병 1천 기, 졸병 수만 명의 대군이 되어 진을 공격했다. 진수는 이미 달아났고 남은 수승의 저항을 분쇄하고 진을 점령했다. 진을 점령했다는 소식을 들은 옛 위나라의 명사인 장이와 진여가 찾아와 봉기군에 귀순했다.
봉기군의 수장 진승은 진 점령 이후 진현의 삼로들과 의견을 모아 추대를 받아 왕위에 오르려고 했는데, 진여에게 자문하니 진여는 반대했다. 그리고 먼저 진나라에 망한 옛 여섯 나라(조나라, 위나라, 제나라, 연나라, 초나라, 한나라) 왕족의 후예를 찾아 나라를 되찾도록 해 주어 사사로움이 없음을 보여줘 명분을 늘리고 우군을 얻어 함께 진나라를 무찌르자고 제안했다. 진승은 진여의 제안을 채택하지 않고 왕위에 올라 진왕(陳王)이라 칭했으며 국호를 장초(張楚)라 했다. 대택향에서 봉기한 지 불과 1개월도 안 되어서의 일이다.
또 각지의 군현들이 진나라 관리들에게서 고통을 당하다가, 관리들을 쳐죽이고 장초에 호응했다.

### 각지로 진격하는 장초
진승은 왕위에 오르고서 군사를 나누어 진나라 여러 곳을 치게 했다. 주력군은 옛날 초나라에서 춘신군의 막하에 있었던 주문에게 맡겨 서쪽으로 진격해 진나라 본토를 공격하게 했고, 여러 곳으로 분대를 파견했다.
- 대리왕 오광 - 형양
- 무신, 소소, 장이, 진여 - 3천 명, 옛 조나라 방면
- 주불 - 옛 위나라 방면
- 등종 - 구강
- 송류 - 남양

그리고 진승·오광의 난과 함께해 동해군에서 일어난 진가(秦嘉) · 동설 · 주계석 · 정포 · 정질 등이 이끄는 농민 반란군에도 무평군 반을 보내 자기 휘하로 거둬들이려 했다.

### 진의 반격, 장초의 분열과 멸망
진승과 오광의 난의 소식은 함양의 진나라 조정에도 들어갔다. 그러나 사실대로 진나라의 관원들이 살해당하고 여기저기에서 왕들이 일어나는 것을 보고한 첫 사자가 진 이세황제의 노기에 살해당하자 그 다음 사자는 반란이 무탈히 진압되었다고 거짓으로 아뢨고, 이세황제는 기뻐했다.
주문이 이끄는 군대는 가면서 규모가 더욱 불어나 함곡관에 이르렀을 때에는 전차 1천 승, 졸병 십만에 달하는 대군이 되었다. 9월 주문의 군대가 함곡관을 돌파하고 희 지역까지 진격하자 이제서야 반란이 일어고 사태가 심각함을 깨달은 이세황제가 신하들에게 의견을 묻자, 소부 장한(章邯)이 진언했다. 당시 진나라에서는 궁형 · 도형을 받은 죄수 70여만 명을 아방궁과 여산 노역에 투입하고 있었다. 아방궁 축조는 끝났으나 아직 여산은 그렇지 않았는데, 사정이 워낙 급해 정규군을 모을 수가 없으니, 이 사람들과 노예들을 사면해 진압군을 꾸리도록 하라는 말이었다. 이세황제는 이를 받아들여 장한을 대장으로 삼는 진압군을 편성했다.
주문이 이끄는 장초군과 장한이 이끄는 진군이 맞서 싸우니 장초군이 대패했다. 주문은 달아나 조양에 주둔했으나 2달만에 장한이 추격해 다시 주문이 패전했다. 주문은 달아나 민지에 주둔했으나 10여일 만에 장한이 추격하고 결국 11월 주문은 자결했으며 주문이 이끌던 장초군도 와해되었다.
형양을 포위하던 장초군의 장수 중 전장(田臧) 등은 이 패배를 듣고 서로 모의해, 무능하고 교만해졌다는 이유를 들어 오광을 암살하고 그 지휘권을 빼앗아 자신들이 직접 장한과 맞싸우기로 했다. 이에 오광을 속여 죽이고 그 머리를 장한에게 보내니 장한은 전장을 영윤과 상장으로 삼았다. 전장은 이귀 등에게 형양의 포위를 맡기고 정병을 거느리고 오창까지 나아가 장한과 회전을 벌였으나, 전장은 죽고 군대는 격파되었다. 장한은 더 나아가 형양으로 진격해 형양을 포위한 장초군마저도 격파하고 이귀 등은 죽었다.
장한은 겹에 주둔한 장초의 장수 등열은 별동대를 보내 무찌르고, 자신은 허에 주둔한 장초의 장수 오서를 무찔렀다. 등열과 오서는 모두 진승에게 달아났고, 진승은 등열을 죽였다. 장한은 마침내 장초의 서울 진까지 이르러 장초와 싸웠고 상주국 방군 채사가 전사했다. 장한은 진 서쪽에 주둔한 장하와 맞싸웠고, 진승은 성을 나와 장하를 성원했으나 장하도 전사했다. 마침내 진현을 빼앗긴 진승은 달아나던 중에 어자 장가에게 죽었고 장가는 진나라에 투항했다.

### 진승 사후
진승이 죽으면서 남양 방면을 공략하던 송류의 군대는 갈 곳을 잃고 진나라에 투항했고, 진나라는 송류를 거열했다.
진승의 알자를 지낸 장군 여신(呂臣)이 창두군을 이끌고 장가를 죽여 진승의 복수를 하고, 진현을 재점령해 초나라에 돌렸다. 그러나 진나라의 반격에 도로 진현을 잃고, 달아나다 군사를 모아 영포와 연합해 진현을 점령한 진나라 군대를 청파에서 격파하고 다시 진현을 회복했다. 장초의 소평(召平)은 광릉을 공격하던 중 진승이 패배해 죽고 항량이 거병해 강동을 손에 넣고 장강을 건너오자 진승의 명령을 사칭해 항량을 초의 상주국으로 삼아 포섭했고, 2월에는 여신과 영포 등도 항량의 무리에 합류했다.
한편, 진승이 죽은 지 한 달이 지난 이세황제 2년 단월(1월, 전욱력)에 진가는 경구(景駒)를 초왕으로 세웠고 경구는 진가를 상장군으로 삼았다. 경구는 제나라와 함께 진나라를 치고자 사신 공손경(公孫慶)을 보냈으나, 교섭은 양국의 자존심 다툼으로 변질됐고 결국 진력 2월에 제왕 전담이 공손경을 죽였다. 진가는 팽성 동쪽에 있으면서 항량을 막았고, 항량은 진승을 배반한 죄를 들어 진가를 공격했다. 진가는 패주하다 호릉에서 다시 싸워 죽었고 진가의 군은 항량에게 항복했다. 항량은 경구도 죽이고, 새 초왕으로 옛 초나라 왕족의 후손 웅심을 찾아내 세우니 그가 곧 초 의제다. 이후 초나라는 항량과 초 의제를 구심점으로 삼아 반진 세력의 중심으로 섰다.

## 결과
그러나 진승 등은 봉기한 지 약 반년 만에 살해당하고 장초의 농민정권은 무너져 버리고 말았다. 그들이 행한 혁명의 불길은 전국에 널리 퍼져나가 각지에서의 봉기를 촉진시켜, 얼마 안 가서 진제국을 타도하기에 이른다. 진승과 오광은 그 선구적 역할을 충분히 해냈을 뿐만 아니라, 그들은 또한 중국 역사상 최초의 농민 봉기의 지도자로서 후세에 높이 평가되어 왔다.

## 같이 보기
- 오광
- 장가
- 진가
- 진승
- 초왕 경구